# Laurent Bonnevay

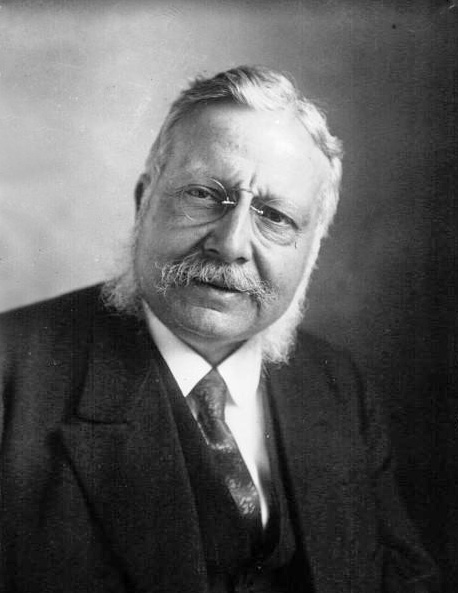
Laurent Bonnevay, 1929

Laurent Bonnevay (* 28. Juli 1870 in Saint-Didier-au-Mont-d’Or; † 28. Mai 1957 in Lyon) war ein französischer Politiker der Dritten Republik. Er gehörte zu den „quatre-vingts“, den achtzig Parlamentariern, die am 10. Juli 1940 gegen die erweiterten Vollmachten für Marschall Pétain stimmten.

## Leben
Laurent Bonnevay war der Sohn von Jacques Bonnevay, Anwalt und Generalrat der Rhône. Er schloss sein Studium der Rechtswissenschaften ab und ließ sich 1893 als Anwalt am Berufungsgericht von Lyon registrieren. Er war schon früh in die lokale Politik involviert und trat 1900 als Stadtrat in das öffentliche Leben ein.
Von 1902 bis 1942 war er Mitglied der Abgeordnetenkammer; lediglich unterbrochen durch eine dreijährige Zugehörigkeit zum Senat von 1924 bis 1927. Im Kabinett Briand VII war er Justizminister (1921–1922). Von 1934 bis 1942 und dann wieder von 1951 bis zu seinem Tod 1957 leitete er den Generalrat des Départements Rhône. Politisch war Bonnevay eher dem konservativen Flügel der Republikaner zuzurechnen; als Parlamentarier schloss er sich zunächst den Républicains progressistes an, danach der Fédération républicaine, der Union républicaine et démocratique, der Alliance démocratique und schließlich der Alliance des républicains de gauche et des radicaux indépendants, einem Zusammenschluss der Féderation républicain und der Alliance démocratique.
Mit seinem Namen ist insbesondere das Loi Bonnevay (Bonnevoy-Gesetz) verbunden, mit dem preisgünstiger Wohnraum ermöglicht wurde. Nach den Unruhen vom 6. Februar 1934 war er Vorsitzender des Untersuchungsausschusses zur Aufarbeitung der Vorfälle.
Er war einer der wenigen Abgeordneten, die sich dem Münchner Abkommen von 1938 widersetzten und gehörte zu den 80 Parlamentariern, die sich 1940 weigerten, Philippe Pétain diktatorische Vollmachten zu erteilen. 1944 und 1945 gehörte er der Assemblée consultative provisoire an.

## Nachruhm
Von Laurent Bonnevay ist der Satz überliefert: „Ich bin ein gemäßigter Republikaner, aber kein gemäßigt republikanischer.“
In mehreren französischen Städten sind Straßen und Plätze nach ihm benannt; in Lyon auch eine Station der Métro.
Am 11. November 2012 gab die französische Post eine Briefmarke zum 100. Jahrestag des Bonnevay-Gesetzes mit einem Nennwert von 0,57 Euro heraus, mit der die Gründung der ersten Wohnungsbaugesellschaften gefeiert wurde. Die Briefmarke wurde von dem Graveur Claude Andréotto entworfen.
Laurent Bonnevay wurde die Médaille de la Résistance verliehen und er wurde zum Offizier der Ehrenlegion ernannt.

## Werke
- Les ouvrières lyonnaises travaillant à domicile. Misères et remèdes, imprimerie Eleuthère Brassart, 1896.
- Les habitations à bon marché, H. Dunod et E. Pinot éditeurs, 1912.
- Les journées sanglantes de février 1934, Flammarion, 1935.
- Histoire politique et administrative du conseil général du Rhône 1790–1940, édition Joannès Desvigne, 1946.
- Les mœurs politiques dans le Rhône au début du XXe siècle. 1898–1945, unveröffentlichtes maschinengeschriebenes Exemplar, Archives départementales du Rhône, 1950–1955.
- Sur la Troisième République. Souvenirs d’un vieux parlementaire. 1900–1946, unveröffentlichtes maschinengeschriebenes Exemplar, Archives départementales du Rhône, 1950–1955.